# Кеті Кітамура
Кеті Кітамура (англ. Katie Kitamura; нар. 1979) — американська письменниця, журналістка та мистецтвознавиця. Почесна наукова співробітниця Лондонського консорціуму.

## Молодість та освіта
Кеті Кітамура народилася 1979 року в Сакраменто, штат Каліфорнія в сім'ї японського походження і виросла в Девісі, де її батько Рюічі був професором на кафедрі цивільного та екологічного будівництва Каліфорнійського університету в Девісі.
1999 року закінчила Принстонський університет у Нью-Джерсі. Здобула ступінь доктора філософії з американської літератури в Лондонському консорціумі. Її дисертація мала назву «Естетика вульгарності та сучасний американський роман» (2005).
Раніше Кітамура навчалася на балерину.

## Кар'єра
Кітамура написала книжку «Японська мова для мандрівників: подорож», описуючи свої подорожі Японією та досліджуючи дихотомії суспільства та її власне місце в ньому як американки японського походження.
В Японії її брат познайомив її зі змішаними бойовими мистецтвами. Її перший роман, «Несподіваний прийом», який вийшов 2009 року, розповідає про підготовку, яку здійснюють боєць та його тренер перед чемпіонським поєдинком проти відомого суперника. На обкладинці американського видання книжки зображено назву, витатуйовану на кісточках пальців; це кісточки її брата. Дія другого роману Кітамури, «Зникли у лісі» що вийшов 2013 року, розгортається в безіменній колоніальній країні та описує життя та страждання сім’ї землевласників на тлі громадянської боротьби та політичних змін.
Роман Кітамури «Розлука» 2017 року екранізують з Кетрін Вотерстон у головній ролі. 2021 року вийшов її роман «Близькості».
Кітамура пише для The Guardian, The New York Times і Wired. Вона написала статті про змішані єдиноборства, кінокритику та аналіз фільмів та мистецтво.

## Нагороди та визнання
2010 року роман «Несподіваний прийом» увійшов до короткого списку премії New York Public Library Young Lions Fiction Award. 2013 року роман «Зникли у лісі» також увійшов до короткого списку премії Young Lions Fiction Award. 2021 року роман «Близькості» потрапив до довгого списку Національної книжкової премії з художньої літератури.

## Вибрана бібліографія

### Автобіографія
- Kitamura, Katie (2006). Japanese for Travellers: A Journey. Hamish Hamilton. ISBN 978-0241142899.

### Романи
- Kitamura, Katie (2009). The Longshot: A Novel. Free Press. ISBN 978-1439117606.
- Kitamura, Katie (2013). Gone to the Forest. Profile Books. ISBN 978-1847659071.
- Kitamura, Katie (2017). A Separation. Penguin Random House. ISBN 978-0399576126.
- Kitamura, Katie (2021). Близькості. Riverhead Books. ISBN 978-0399576164.
- Kitamura, Katie (2025). Audition. Riverhead Books. ISBN 978-0593852323.

### Журналістика
- Мистецька критика в журналі frieze[24]
- Мистецька критика в журналі «Contemporary»[25]

## Особисте життя
Кітамура одружена з письменником Гарі Кунзру.

## Переклади українською
2024 року у видавництві «Ще одну сторінку» вийшов роман Кеті Кітамури «Близькості». Перекладачка — Юлія Куліш.